# Cytospora cedri
Cytospora cedri är en svampart som beskrevs av Syd., P. Syd. & E.J. Butler 1916. Cytospora cedri ingår i släktet Cytospora och familjen Valsaceae.   Inga underarter finns listade i Catalogue of Life.